# Socrate
Socrate és un drama simfònic compost per Erik Satie el 1918. Era un encàrrec de Winnaretta Singer que cercava una obra musical per acompanyar la lectura de texts filosòfiques. En va fer dues versions: una per piano i veu i el 1920 va seguir una versió per petita orquestra.
A l'estrena al saló de Singer el públic era molt emocionat i molts haurien plorat. A l'estrena de la versió per orquestra el 1920 al conservatori, el públic va riure molt i Satie n'era molt ofès. El malentès rau en el fet que l'obra no s'assemblava a cap altra, ni tan sols a les pròpies de Satie, que va abandonar la ironia per fer una obra profunda, encara que sense patetisme, i que va desconcertar tot el món.
Socrate requereix tres sopranos, una mezzosoprano i una orquestra de cambra. El text és una traducció dels diàlegs platònics entorn de Sòcrates que el mateix Satie va adaptar per a les seves necessitats musicals, ja que no confiava que ningú pogués escriure el text que ell desitjava. A través d'ell, i amb el suport de la seva música, va intentar reproduir l'ambient de serenitat que va envoltar la mort de Sòcrates i evocar, a la seva manera, el món grec.
Aquesta peça és sense cap dubte una de les més singulars de Satie, i, malgrat la seva senzillesa, una de les més difícils de comprendre, ja que inclou un autèntic tresor musical.